# Escopa (juego de naipes)
Escopa es la variante brasileña del juego de naipes Escoba, que también incluye elementos de la Escova portuguesa. Estos tres juegos son variantes del juego de naipes italiano Scopa a partir de su variante Scopa di Quindici.

## Objetivo
El objetivo del juego es capturar tantas cartas como sea posible a través de combinaciones de cartas que dan como resultado 15 puntos. Estas combinaciones se realizan con una carta de la mano y una o más cartas de la mesa.

## La baraja y los jugadores
Se utiliza una baraja española de 40 cartas, o una baraja francesa excluyendo los 8, 9, 10 y comodines. Juegan de 2 a 4 personas. Con 2 o 3 personas se juega individualmente, con 4 personas se juega por parejas.

## Valor de las cartas
Para obtener el valor de 15 puntos por capturar cartas, se deben observar sus valores:
- Rey: 10
- Caballo: 9
- Sota: 8
- Del siete al as: valen según sus respectivos índices numéricos

## El juego
El juego sigue la misma dinámica que la Escoba, sin embargo, en la última ronda las cartas sobre la mesa deben sumar 10, 25, 40 o 55 puntos, si no hay ninguno de estos valores significa que hubo un error y los jugadores o parejas deben comprobar sus cartas ganadas.
El jugador o pareja que cometió un error pierde los tantos del partido. El jugador o pareja que no cometió errores recibe 6 tantos más los tantos por cada escopa obtenida.
Si no hay errores en el partido, cada jugador o pareja cuenta debidamente sus tantos.

## Tanteo
- Mayor cantidad de cartas: el jugador o pareja que obtenga más cartas gana 1 tanto.
- Mayor cantidad de cartas de oros: el jugador o pareja que obtenga más cartas de oros obtiene 1 tanto.
- Mayor cantidad de cartas siete: el jugador o pareja que obtenga más cartas siete gana 1 tanto.
- Siete de oros (sete belo o guindis): el jugador o pareja que obtenga el siete de oros gana 1 tanto.
- Todos las cartas siete: si un jugador o pareja logra obtener todas las cartas siete, gana 1 tanto adicional.
- Todas las cartas de oros: se otorgan 3 tantos.
- Los jugadores o parejas también ganan 1 tanto adicional por cada escopa obtenida.
- Si el oponente (o la pareja oponente) ha obtenido menos de 10 cartas: se otorgan 2 tantos.

## Comentarios
Los jugadores, previo al juego, pueden decidir no adoptar:
- la regla de sumar el valor de las cartas sobre la mesa en la última ronda de los partidos.
- los siguientes componentes del tanteo: "todas las cartas siete", "todos las cartas de oros", "oponente o pareja oponente con menos de 10 cartas".